# Leïla Piccard
Pour les articles homonymes, voir Piccard.
Leïla Piccard, née le 11 janvier 1971 aux Saisies, est une skieuse alpine française dont la carrière s'est étendue de 1991 à 2000. Elle s'est illustrée dans les disciplines techniques que le slalom et le slalom géant. Piccard fait ses débuts en Coupe du monde en 1992 et elle y remporte son unique épreuve en carrière le 24 octobre 1997 à Tignes lors d'un parallèle. Au cours de sa carrière, elle remporte la médaille de bronze en slalom géant lors des Mondiaux 1997 de Sestrières derrière l'Italienne Deborah Compagnoni et la Suissesse Karin Roten Meier.
En Coupe du monde, Leïla Piccard a couru pendant neuf saisons et a pris le départ de 121 courses. Elle a obtenu une victoire et quatre podiums. Son meilleur résultat au classement général est une treizième place obtenue en 1998.
Elle est la sœur cadette de Franck Piccard, champion olympique de super G en 1988 et la sœur aînée de Ted Piccard, spécialiste du ski-cross.

## Palmarès

### Jeux olympiques
| Épreuve / Édition | Slalom géant | Slalom  |
| ----------------- | ------------ | ------- |
| JO 1998 Nagano    | Abandon      | Abandon |

### Championnats du monde
| Épreuve / Édition           | Super G | Slalom géant | Slalom  |
| --------------------------- | ------- | ------------ | ------- |
| Mondiaux 1993 Morioka       | 37e     | -            | -       |
| Mondiaux 1996 Sierra Nevada | -       | 13e          | Abandon |
| Mondiaux 1997 Sestrières    | -       | Bronze       | 14e     |
| Mondiaux 1999 Vail          | -       | 9e           | Abandon |

Légende :

 : troisième place, médaille de bronze

### Coupe du monde
- Meilleur classement au Général : 13e en 1998.
- 4 podiums dont 1 victoire (1 en parallèle).

#### Différents classements en Coupe du monde
| Année/Classement | Année/Classement | Général | Général | Descente | Descente | Super G | Super G | Géant  | Géant  | Slalom | Slalom | Combiné | Combiné |
| ---------------- | ---------------- | ------- | ------- | -------- | -------- | ------- | ------- | ------ | ------ | ------ | ------ | ------- | ------- |
| Année/Classement | Année/Classement | Class.  | Points  | Class.   | Points   | Class.  | Points  | Class. | Points | Class. | Points | Class.  | Points  |
| 1992             | 1992             | 121e    | 4       | -        | -        | -       | -       | 57e    | 4      | -      | -      | -       | -       |
| 1993             | 1993             | 94e     | 28      | -        | -        | 39e     | 10      | 46e    | 18     | -      | -      | -       | -       |
| 1994             | 1994             | 22e     | 287     | -        | -        | -       | -       | 14e    | 147    | 25e    | 94     | 10e     | 46      |
| 1995             | 1995             | 21e     | 332     | -        | -        | -       | -       | 19e    | 110    | 6e     | 222    | -       | -       |
| 1996             | 1996             | 32e     | 253     | -        | -        | -       | -       | 13e    | 138    | 21e    | 115    | -       | -       |
| 1997             | 1997             | 32e     | 239     | -        | -        | -       | -       | 15e    | 119    | 21e    | 120    | -       | -       |
| 1998             | 1998             | 13e     | 465     | -        | -        | -       | -       | 8e     | 224    | 21e    | 101    | -       | -       |
| 1999             | 1999             | 26e     | 319     | -        | -        | -       | -       | 7e     | 274    | 30e    | 45     | -       | -       |
| 2000             | 2000             | 57e     | 138     | -        | -        | -       | -       | 38e    | 56     | 25e    | 82     | -       | -       |

#### Détail des victoires
| Édition / Épreuve | parallèle |
| 1998              | Tignes    |

### Arlberg-Kandahar
- Meilleur résultat : 13e place dans le combiné 1993-94 à Sankt Anton

(État au 28 février 2006)

### Championnats de France
- 4 fois Championne de France de Slalom en 1993, 1994, 1998 et 1999